# Вольнова Марина Іванівна
Вольнова Марина Іванівна (каз. Вольнова Марина Ивановна, нар. 26 липня 1989, Казалінськ, Кизилординська область, Казахська РСР) — казахська боксерка, бронзовий призер Олімпіади в Лондоні (виступала у ваговій категорії до 75 кг).
Чотириразова чемпіонка Республіки Казахстан.

## Біографічні дані
Займається боксом з 6 років. Тренується під керівництвом Заслуженого тренера Казахстану Берика Боромбайовича Маржикпаєва.

## Аматорська кар'єра
2010 року стала чемпіонкою Азії, а на чемпіонаті світу програла у фіналі Розелі Фейтоса (Бразилія) і отримала срібну медаль. На Азійських іграх 2010 програла в першому бою.
На чемпіонаті світу 2012 програла в другому бою Нушка Фонтейн (Нідерланди).
На Олімпійських іграх 2012 у першому раунді змагань перемогла Елізабет Андієго (Кенія) — 20-11, у чвертьфіналі перемогла чемпіонку світу 2012 Саванну Маршалл (Велика Британія) — 16-12, а в півфіналі програла Кларессі Шилдс (США) — 15-29.
| Олімпіада   | Дисципліна | Місце |
| ----------- | ---------- | ----- |
| Лондон 2012 | до 75 кг   | 3     |

На Азійських іграх 2014 перемогла Ле Тхі Нхунг (В'єтнам), програла Чен Ун Ху (Північна Корея) і отримала бронзову медаль.
2021 року на чемпіонаті Азії завоювала бронзову медаль, однак на Олімпійські ігри 2020, що через пандемію коронавірусної хвороби пройшли в Токіо у липні—серпні 2021 року, не потрапила.